# Federación de Balonmano de Oceanía
La Federación de Balonmano de Oceanía (en inglés Oceania Continent Handball Federation, OCHF), es el administrativo central y el órgano de control nacional de balonmano de las asociaciones de Oceanía. Está afiliada a la Federación Internacional de Balonmano. Tiene su sede en la ciudad de Melbourne, Australia.

## Miembros
| Código | País          | Federación                           |
| ------ | ------------- | ------------------------------------ |
| AUS    | Australia     | Australian Handball Federation       |
| COK    | Islas Cook    | Cook Islands Handball Association    |
| NZL    | Nueva Zelanda | New Zealand Handball Federation      |
| SOL    | Islas Salomón | Solomon Islands Handball Association |
| VUT    | Vanuatu       | Vanuatu Handball Association         |
| WSM    | Samoa         | Samoa Handball Federation            |

### Miembros afiliados
| Código | País               | Federación                                |
| ------ | ------------------ | ----------------------------------------- |
| NCL    | Nueva Caledonia    | FFHB Ligue De Handball Nouvelle Caledonie |
| TAH    | Polinesia Francesa | Tahitian Handball Federation              |
|        | Wallis y Futuna    | Ligue Hand Ball Wallis et Futuna          |

## Torneos
- Campeonato Oceánico de Balonmano
- Campeonato Oceánico de Balonmano Femenino